# I figli strappati
I figli strappati è una miniserie televisiva in 2 parti prodotta da Rai Fiction e andata in onda dal 7 all'8 maggio 2006, con la regia di Massimo Spano e con protagonisti Antonia Liskova e Daniele Pecci.

## Ascolti
| n° | Prima TV Italia | Telespettatori | Share  |
| -- | --------------- | -------------- | ------ |
| 1  | 7 maggio 2006   | 4.225.000      | 22.36% |
| 2  | 8 maggio 2006   | 6.121.000      | 24.56% |